# ياسوشي أداتشي
ياسوشي أداتشي (بالكانا:あだち やすし) هو سياسي ياباني، ولد في 14 أكتوبر 1965 في اليابان. حزبياً، نشط في حزب استعادة اليابان ‏. في الانتخابات العامة اليابانية 2017، انتخب عضو مجلس النواب من اليابان عن دائرة Kinki proportional representation block ‏ وقد انضم خلال فترته النيابية ‏ (22 أكتوبر 2017 – )  للكتلة البرلمانية حزب استعادة اليابان.

## وصلات خارجية
- الموقع الرسمي